# Benthopecten indicus
Benthopecten indicus is een zeester uit de familie Benthopectinidae.
De wetenschappelijke naam van de soort werd in 1909 gepubliceerd door René Koehler.